# 水师养病院
水师养病院，位于山东省威海市环翠区刘公岛，为全国重点文物保护单位“刘公岛甲午战争纪念地”之一。现隶属中国甲午战争博物馆。

## 简介
李鸿章创办北洋海军时，提倡“借材异域”，引进了教习、炮台、船坞工程人员等外洋人才。但在医院建设及医护人员引进上并不积极，仅在天津、旅顺、威海设三所小型医院，引进的外洋医护人员很少。馬根濟是英国伦敦传道会传教士，也是医生，在天津行医时常为李鸿章看病，获李鸿章信任。1880年（光绪六年），马根济经李鸿章赞助，在天津创办一所小型医院“北洋施药局”。翌年，中国留美幼童撤回中国，被分发到南北洋服务。美国驻天津领事畢德格（William N. Pethick）乃向李鸿章建议，甄选一批自美国返回的中国学生学习西医，以服务陆海军。李鸿章接受了该建议，将“北洋施药局”改组为“北洋医学馆”，并继续用马根济主事。自1882年（光绪八年）到1884年（光绪十年）共招收三届学生共20人，除两名优秀生留校外，其他毕业生被分发到各军舰服役。
1889年（光绪十五年），根据《章程》，旅顺、威海分别创办“陆海军养病中心”及“水师养病院”，但这两所医院规模小且缺医少药。威海的“水师养病院”位于刘公岛北洋海军提督署以东的坡地上。医院基址购民地27亩，建房间108间及走廊、院墙等，共用约18万两工料银。建成初期曾与水雷局合署办公。1889年夏，李鸿章特地致电威海卫水陆营务处提调牛昶昞，为准备将来的战争，水师养病院“不敷军士养伤之用”，命牛昶昞“速将水雷挪设别处，多留房屋，以备养伤”。
甲午战争中，北洋海军缺额严重，临时招募的兵勇不堪使用，这与北洋海军伤兵无法获得及时有效的治疗有关。日军自1895年1月25日到2月2日仅用9天便占领了威海湾南北帮炮台及威海卫城，使刘公岛成为孤岛。自2月3日到2月11日，日军依托南北帮炮台实行水陆夹击，接连七次进攻北洋舰队，在这场刘公岛保卫战中，清军方面有13位洋人参战。其中一位英国医生克尔克（Kirk）在刘公岛水师养病院中抢救伤员。
日本辑录的《日清战争实纪》中记录了日军占领刘公岛后要求洋员“宣誓”不再對日作戰时留下的名单，仅提及马格禄等10人的名字而未提到克尔克（据定远舰副管带英国人戴樂爾回忆，他当时和克尔克、瑞乃尔躲进山中）。川崎三郎的《日清战史》提到了克尔克。戴樂爾Pulling String in China（《我在中國海軍三十年（1889-1920）——戴樂爾回憶錄》）一书中记述了克尔克在水师养病院的表现。克尔克原先受雇于北洋海军，在水师养病院服务。甲午战争中，医院绝大部分“医生、裹伤护士及其他医院中人员”都以自己属于“文吏”不受北洋海军提督丁汝昌管辖为由逃离了刘公岛，其中包括许多中国人，但克尔克医生选择在医院连麻醉药都没有的情况下，冒着战火为伤病员“施割锯及其他手术”，并教授协助他工作的戴乐尔“如何止制动脉”。
水师养病院经过英租威海卫时期及日军占据时期，原有文物建筑损毁严重。中华人民共和国成立后，中国人民解放军海军驻刘公岛部队在其原址建有5栋建筑。1988年水师养病院作为“刘公岛甲午战争纪念地”之一被公布为全国重点文物保护单位。